# Timbrangan
Timbrangan is een bestuurslaag in het regentschap Rembang van de provincie Midden-Java, Indonesië. Timbrangan telt 1422 inwoners (volkstelling 2010).